# Relaciones Antigua y Barbuda-Colombia
Las relaciones entre Antigua y Barbuda y la República de Colombia se iniciaron el 18 de marzo de 1982, menos de un año después de la independencia del primero del Reino Unido.

## Agenda
La agenda bilateral de estos dos países se rige principalmente por los Programas de la Estrategia de Cooperación de Colombia en el Gran Caribe. Este programa está dirigido a habitantes de las islas caribeñas que quieran fortalecer temas puntuales. Con Antigua y Barbuda, la cooperación se ha dado a través de temas como:
- Medio ambiente: Lo temas tratados en medio ambiente entre Colombia y Antigua y Barbuda están relacionados con combatir el derrame de hidrocarburos,[4] cooperación en desastres naturales,[5] desarrollo sostenible,[6] protección de áreas de flora y fauna.[7]
- Tecnología y Comunicación: Libertada de expresión por medio del Acuerdo Constitutivo de Acción de Sistemas Informativos Nacionales (ASIN).[8] Recientemente, el país insular pidió a Colombia ayuda en cuanto la construcción de nomenclatura de vías. Este proyecto de está llevando a cabo por el Instituto Geográfico Agustín Codazzi (IGAC).[9]
- Economía y comercio: Antigua y Barbuda y Colombia, junto a otros países del Caribe, han suscrito un convenio para crear una zona de turismo sustentable.[10]
- Judicial: Para estos dos países ha sido de gran importancia los acuerdos relacionados con el tráfico ilícito de estupefacientes.[11][12]
- Educación: Como parte de las conclusiones de la VI Cumbre de las Américas, en Cartagena de Indias, Colombia ha iniciado la formación de docentes para impartir el idioma español en Antigua y Barbuda.[13]
- Estado: Antigua y Barbuda visitó a Colombia con el fin de conocer los procesos de evaluación laboral a los funcionarios de las entidades públicas.[14]

## Diplomacia
Colombia participa activamente en foros regionales del Caribe, de los cuales Antigua y Barbuda hace parte, como la CARICOM y la Asociación de Estados del Caribe (AEC). Además, ambos países participan en los foros como la Organización de Estados Americanos y la Comunidad de Estados Latinoamericanos y Caribeños.
A pesar de que Antigua y Barbuda actualmente no tiene una representación diplomática en Colombia, este sí tiene un Consulado Honorario en la capital del país caribeño. 
Por otro lado, la embajada de Colombia en Kingston, Jamaica, presta los servicios diplomáticos a Antigua y Barbuda, y la embajada de este en Washington D. C., Estados Unidos, presta los servicios para Colombia. En cuanto a los servicios consulares, esto son prestados por el Consulado de Colombia en Puerto España, Trinidad y Tobago, y por el de Antigua y Barbuda en Washington D. C..

### Visa
La relación de visas (turismo/visita) entre Colombia y Antigua y Barbuda:
- Los colombianos deberán acceder a una visa de turista para ingresar a Antigua y Barbuda. La visa se tramitará por la embajada de Antigua y Barbuda en Washington D. C..
- Los antiguanos no deberán acceder a una visa de turista para ingresar a Colombia por estadías menores a 90 días.

## Comercio
En 1994 la CARICOM y Colombia firmaron un tratado de libre comercio que tenía como objetivos promover el comercio y la inversión, la cooperación y la creación de joint ventures.
Para 2013, entre Colombia y Antigua y Barbuda se comerciaron 828 mil dólares. Lo que no representa algo significativo ni para la economía exterior de Colombia, ni para su PIB. De esos 828 mil dólares, Colombia exportó 611 mil dólares, mientras que Antigua y Barbuda exportó 218 mil dólares; esto le dejó a Colombia una balanza comercial positiva.
| País              | Exportaciones ($USD) | Porcentaje (exportaciones) | Porcentaje (importaciones) | Porcentaje (total) | Productos |
| ----------------- | -------------------- | -------------------------- | -------------------------- | ------------------ | --- |
| Antigua y Barbuda | $218,476             | 0.09%                      | 0.56%                      | 0.53%              | tintas y pinturas, productos farmacéuticos, herramientas, manufacturas de plástico, aparatos eléctricos, partes de vehículos. |
| Colombia          | $611,107             | 0.00104%                   | 0.00037%                   | 0.0007%            | azúcares y confitería, manufacturas de plástico, pastelería, manufacturas de madera, alimentos preparados, cacao.             |

FUENTE: Trade Map